# Премия «Грэмми» за лучшее урбан- или альтернативное исполнение
Премия «Грэмми» за лучшее урбан- или альтернативное исполнение (англ. Grammy Award for Best Urban/Alternative Performance) присуждалась Национальной академией искусства и науки звукозаписи за «художественные достижения, техническое мастерство и значительный вклад в развитие звукозаписи без учёта продаж альбома и его позиции в чартах» ежегодно с 2003 по 2011 года.
Награда была впервые вручена певице Индиа.Ари на 45-й церемонии «Грэмми» в 2003 году за песню Little Things. Рекордсменами по числу побед стали Индиа.Ари, Си Ло Грин (один раз в составе дуэта Gnarls Barkley) и Джилл Скотт - 2 раза. Эрика Баду, Big Boi (и как участник коллектива OutKast) и will.i.am (и как участник The Black Eyed Peas) рекордсмены по числу номинаций, по три у каждого. Сержио Мендес стал единственным исполнителем, который был номинирован дважды на одной премии. В основном одерживали победу представители США, но по разу также выигрывали артисты из Ямайки и Кот-д’Ивуара.
В 2012 году номинация «Лучшее урбан- или альтернативное исполнение» была упразднена в связи с тотальной реструктуризацией категорий «Грэмми», став частью категории «Лучшее R&B-исполнение».

## Список лауреатов

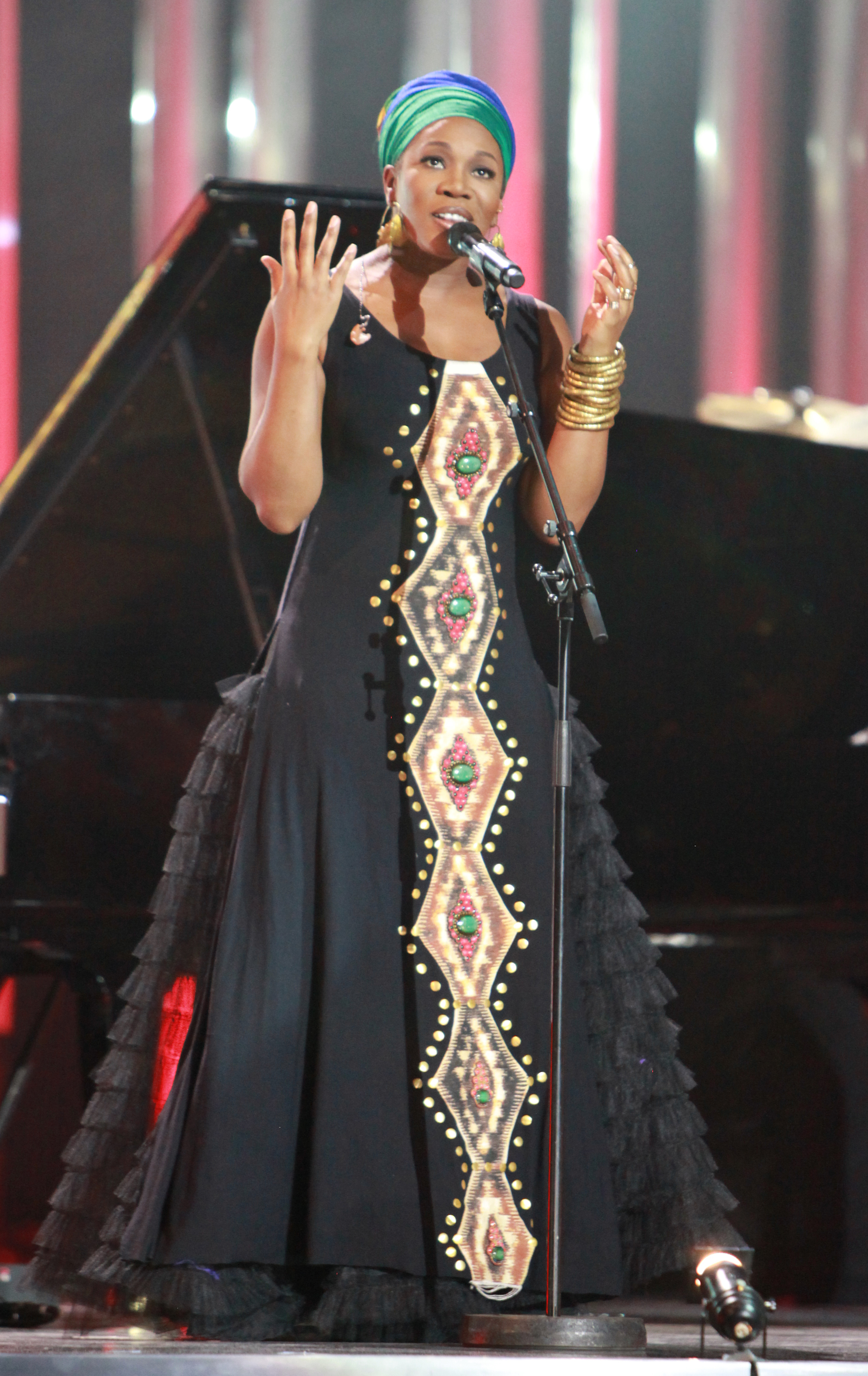
Индиа.Ари — первая обладательница «Грэмми» за «Лучшее урбан- или альтернативное исполнение»

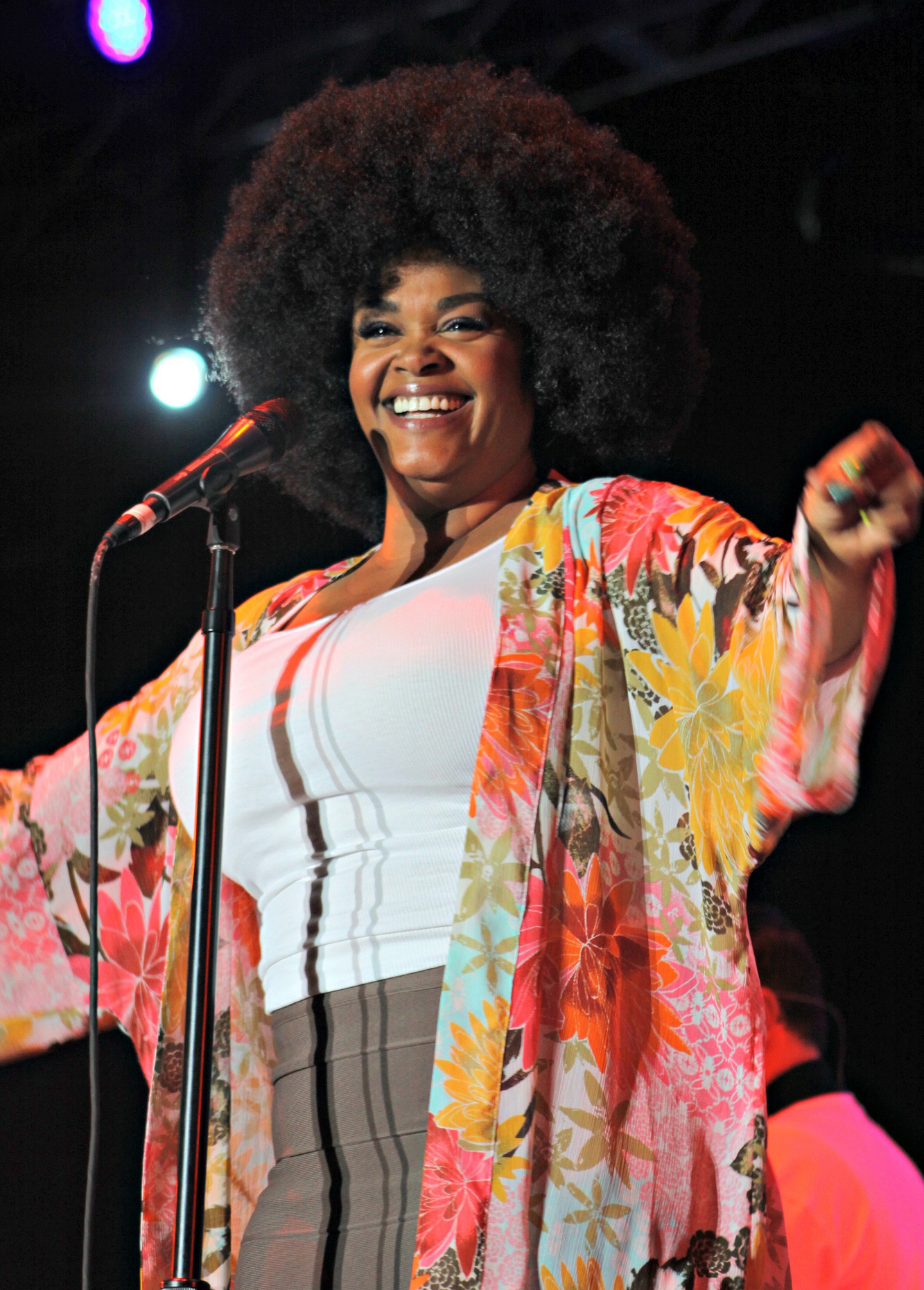
Джилл Скотт дважды становилась обладателем награды

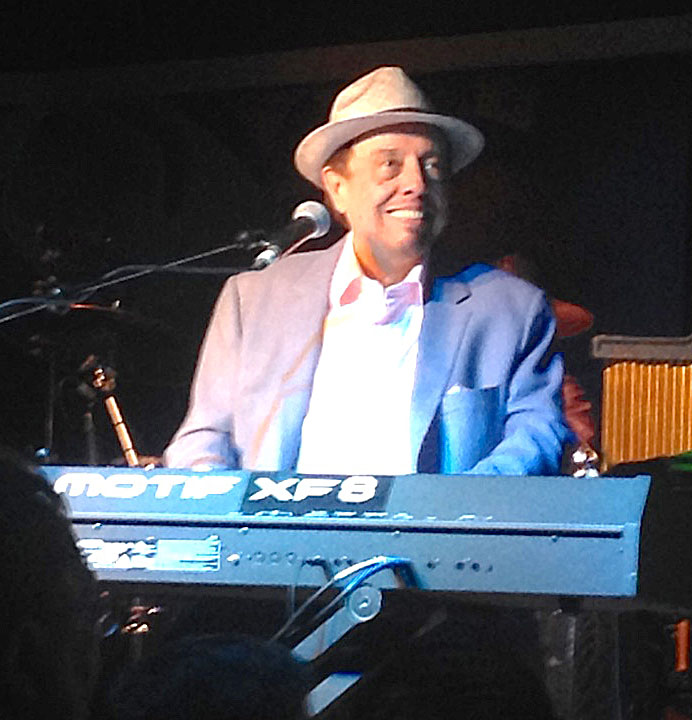
Сержио Мендес был дважды номинирован в 2007 году за песни «That Heat» и «Mas Que Nada»

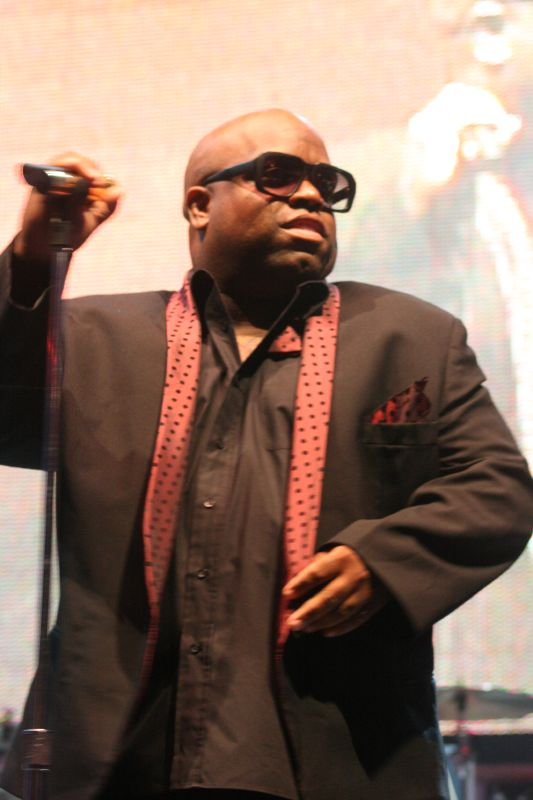
Си Ло Грин стал последним победителем в 2011 году

| Год[I] | Исполнитель                | Страна            | Музыкальное произведение | Номинанты | Примечание |
| ------ | -------------------------- | ----------------- | ------------------------ | --- | ---------- |
| 2011   | Си Ло Грин                 | США               | «Fuck You!»              | - Эрик Роберсон — «Still»                                                                                             | [ 2 ]      |
| 2010   | Индиа.Ари и Добет Гахоре   | США · Кот-д’Ивуар | «Pearls»                 | - Tonéx — «Blend» | [ 2 ]      |
| 2009   | Крисетт Мишель и will.i.am | США               | «Be OK»                  | - Wayna и Koytai — «Lovin' You (Music)»                                                                               | [ 2 ]      |
| 2008   | Лупе Фиаско и Джилл Скотт  | США               | «Daydreamin'»            | - Мишель Ндегеочелло — «Fantasy»                                                                                      | [ 2 ]      |
| 2007   | Gnarls Barkley             | США               | Crazy                    | - Принс — «3121» | [ 2 ]      |
| 2006   | Дэмиан Марли               | Ямайка            | Welcome to Jamrock       | - Ван Хант — «Dust»                                                                                                   | [ 2 ]      |
| 2005   | Скотт Джилл                | США               | «Cross My Mind»          | - Мос Деф — «Sex, Love & Money» - Musiq — «Are You Experienced?» - N.E.R.D — «She Wants to Move» - The Roots — «Star» | [ 2 ]      |
| 2004   | OutKast                    | США               | «Hey Ya!»                | - Musiq — «Forthenight»                                                                                               | [ 2 ]      |
| 2003   | Индиа.Ари                  | США               | Little Things            | - Рафаэл Садик и Ди Энджело — «Be Here»                                                                               | [ 2 ]      |

↑  Ссылка на церемонию «Грэмми», прошедшую в этом году.